# Iva Pejkovic
Iva Pejkovic (Belgrado, República de Serbia, 3 de julio de 1984) es una jugadora serbia de voleibol. Ocupa habitualmente la posición de central. Desde la temporada 2014-2015 juega en el equipo Naturhouse Ciudad de Logroño de Superliga.

## Clubes
- 2016-2017.- Naturhouse Ciudad de Logroño (Superliga),  España
- 2015-2016.- Naturhouse Ciudad de Logroño (Superliga),  España
- 2014-2015.- Naturhouse Ciudad de Logroño (Superliga),  España
- 2013-2014.- Embalajes Blanco Tramek Murillo (Superliga),  España
- 2012-2013.- GH Ecay Leadernet (Superliga),  España
- 2011-2012.- Nuchar Eurochamp Murillo (Superliga),  España
- 2010-2011.- Oxidoc Palma,  España

## Logros obtenidos

### Clubes
- 2016-2017.- Campeona de Superliga con Naturhouse Ciudad de Logroño .[2]
- 2016-2017.- Subampeona de la Copa de la Reina .[3]
- 2016-2017.- Subcampeona de la Supercopa de España de Voleibol Femenino con Naturhouse Ciudad de Logroño .[4]
- 2015-2016.- Incluida en el 7 ideal de la Final de Superliga.[5]
- 2015-2016.- Campeona de Superliga con Naturhouse Ciudad de Logroño .[6]
- 2015-2016.- Campeona de la Copa de la Reina .[7]
- 2015-2016.- Incluida en el 7 ideal de la jornada 3 de Superliga.[8]
- 2015-2016.- Campeona de la Supercopa de España de Voleibol Femenino y MVP de la Supercopa con Naturhouse Ciudad de Logroño .[9]
- 2014-2015.- Campeona de Superliga con Naturhouse Ciudad de Logroño .
- 2014-2015.- Campeona de la Copa de la Reina disputada en Las Palmas de Gran Canaria con Naturhouse Ciudad de Logroño .
- 2014-2015.- Incluida en el 7 ideal de las jornadas 13, 14 de liga regular, 2 de la fase final y en los play-off de Superliga.
- 2014-2015.- Campeona de la Supercopa de España de Voleibol Femenino y MVP de la Supercopa con Naturhouse Ciudad de Logroño .
- 2013-2014.- Campeona de Superliga con Embalajes Blanco Tramek Murillo .
- 2013-2014.- MVP de la primera jornada de la eliminatoria final por el título de Superliga.
- 2013-2014.- Campeona de la Copa de la Reina disputada en Logroño con Embalajes Blanco Tramek Murillo .
- 2013-2014.- Incluida en el 7 ideal de las jornadas 1 y 8 de Superliga.
- 2013-2014.- Campeona de la Supercopa de España de Voleibol Femenino con Embalajes Blanco Tramek Murillo .
- 2012-2013.- Incluida en el 7 ideal de las jornadas 2, 4, 9 y 16 de Superliga.
- 2012.- Subcampeona de la Copa de la Reina disputada en Salou con Nuchar Eurochamp Murillo .
- 2011-2012.- Tercer puesto en Superliga con el Nuchar Eurochamp Murillo.
- 2010-2011.- Octavo puesto en Superliga con el Oxidoc Palma.